# Jarg Geismar
Jarg Geismar   (Burgsvik, 19 de gener de 1958 - 26 de febrer de 2019) es un artista experimental d'origen suec que treballa diferents camps. Es caracteritza principalment per mostrar en les seves obres les característiques de les ciutats en les que ha viscut.

## Biografia
L'any 1964 la seva família torna a Alemanya degut a la feina del seu pare. És aquí on Jarg Geismar va realitzar gran part de la seva formació, tot i que després tornaria a Suècia per tal de realitzar alguns treballs. Va fer estudis sobre l'escultura social a l'Acadèmica d'Art Joseph Beuys de Düsserldorf. Posteriorment va ampliar els seus estrudis a la New School for Social Research de Nova York.

## Obra
El seu treball és molt polifacètic, ja que abarca des d'instal·lacions a col·laboracions amb altres artistes; destacant en tots els casos la interacció amb el públic que assiteix. El seu treball ens mostra quins són els aspectes més importants de les ciutats on ha estat, tenint molt en compte la imaginació. Per a ell un dels aspectes fonamentals de l'art és poder donar a conèixer nous punts de vista dels visitants que els transmeta alguna emoció. L'artista considera que la fantasia es troba a tots els llocs, i sols cal captar l'essència de les diferents ciutats.

### Exposicions destacades
- "The Secret Room" 2012, Uppsala Konstmuseum, Uppsala, Suècia
- "Life in a bottle" 2012, TZR Gallery Kai Brückner, Düssseldorf, Alemanya
- "Crisis and Modern Art Manner" Tokyo Wonder Site at Bethanien, Berlín, Alemanya
- "Accidental meeting" 2010 at GEMAK, La Haia, Països Baixos
- "Blind Trust II", 2010 at "Coup de Ville" Sint Niklaas, Bèlgica
- "Generations", 2010 together with Ruud van Empel, TZR Gallery Kai Brückner, Düssseldorf, Alemanya
- "Chaussures du Monde" 2010 Freemen Gallery, Aardenburg, Països Baixos
- "AQUARIUM" 2009/2010 JDZB Japanese-German Center Berlin
- "It's only daily life" 2009 Foundation by Jårg Geismar and Bernd Jansen
- "I love you as I am" 2007 CAMK Contemporary Art Museum Kumamoto, Japó
- "WOMEN, MEN, CHILDREN AND DOGS" 1997 IASPIS and Fylkingen, Estocolm (Suècia)
- "INBETWEEN" 1993 together with Adem Yilmaz LXV Biennal de Venècia, Itàlia
- "VESPA" 1991 Espai 13, Fundació Joan Miró Barcelona, Espanya
- "New York Art Made in Japan" 1988, Yamazaki, Japó

#### Comunicacions: el vigor de l'efímer.Espai 13
Aquesta exposició va tenir lloc entre el 3 d'octubre de 1991 i el 14 de juny de 1992.
El seu comisari va estar el Frederic Montornés i Dalmau que volia treballar amb artistes poc coneguts. Els artistes que van partircipar de l'exposició van estar: Esther Roura, Manuel Sainx, Paco Vacas i Jordi Ericas. El conjunt de l'exposició buscava mostrar com els mitjans de comunicació aturdeixen els sentits per tal de recuperar la realitat i tenir control sobre allò que veiem i escoltem.
El 3 d'octubre i el 10 de novembre de l'any 1991 va tenir lloc l'exposició "Vespa" mitjançant obres del Jarg Geismar que s'encarregava d'obrir l'exposició. El nom de l'exposició ve donat per la sensació que va tenir l'artista al vorer per primer cop la ciutat de Barcelona, ja que segons va explicar li va cridar l'atenció la gran quantitat de models d'aquesta moto que hi havia a la ciutat.
Aquesta exposició ens parla sobre la sensualitat i les seves conseqüències. Per a fer-ho, l'artista utilitza diferents materials com llençols, cables... Sobre les parets blanques de l'Espai 13 observem una total de 400 figures d'homes i dones, a més de dibuixos al sostre i caixes de pel·lícules russes. Per tal d'ambientar la sala trobem gravacions del soroll de la "Vespa".
L'exposició presenta, a més, diferents detalls sobre la vida de l'artista, que queden emmascarats per la sensació de desorientació que ell mateix ha volgut donar-li a la mostra.

## Pàgines web
- Web de l'artista